# Hila Colman
Hila Colman (* 21. Juli 1909 in New York City; † 15. Mai 2008) war eine US-amerikanische Schriftstellerin.

## Leben
Colmans Eltern Harry und Sarah Crayder waren Immigranten aus Osteuropa, die erfolgreich ein kleines Unternehmen für Kinderkleidung betrieben. Sie besuchte die Calhoun School in New York und anschließend das Radcliffe College. Ihre erste Stelle hatte sie bei der National War Relief Agency, für die sie Informationsmaterialien erstellte. 1947 veröffentlichte Colman ihren ersten Artikel („Should Husbands be Babysitters?“) in der Saturday Evening Post.
Hila Colman veröffentlichte zahlreiche Zeitungs- und Magazinartikel und schrieb über 70 Bücher, darunter vorwiegend Jugendbücher. Sie war Mitglied des PEN America.

## Familie
Colman war viermal verheiratet und hatte zwei Söhne.

## Werke
- Diary of a Frantic Kid Sister, Random House Childrens Books, 1973, ISBN 0-517-50262-3
- Sometimes I Don't Love My Mother, Scholastic Paperbacks, 1982, ISBN 0-590-33736-X
- Just the Two of Us, Scholastic Paperbacks, 1984, ISBN 0-590-32512-4
- Happily Ever After, Point, 1986, ISBN 0-590-33551-0
- Forgotten Girl, Knopf Books for Young Readers, 1990, ISBN 0-517-57591-4